# 斯洛文尼亞國家男子手球隊
斯洛文尼亞國家男子手球隊是斯洛文尼亞的國家男子手球隊，由斯洛文尼亞手球聯盟（RZS）管理。斯洛文尼亞在2004年歐洲手球錦標賽上奪得銀牌，並且在2013年世界手球錦標賽上獲得第四名。在2015年世界手球錦標賽上斯洛文尼亞打入了八強。